# Ilías Iliadis
Ilías Iliadis –en griego, Ηλίας Ηλιάδης– (nacido como Dzhardzhi Zviadauri –en georgiano, ჯარჯი ზვიადაური– , Ajmeta, URSS, 10 de noviembre de 1986) es un deportista griego, de origen georgiano, que compitió en judo. Es primo del judoka georgiano Zurab Zviadauri.
Participó en cuatro Juegos Olímpicos, entre los años 2004 y 2016, obteniendo en total dos medallas: oro en Atenas 2004 (categoría de –81 kg) y bronce en Londres 2012 (–90 kg). En los Juegos Europeos de Bakú 2015 consiguió una medalla de bronce en la categoría de –90 kg.
Ganó seis medallas en el Campeonato Mundial de Judo entre los años 2005 y 2014, y cuatro medallas en el Campeonato Europeo de Judo entre los años 2004 y 2015.

## Palmarés internacional
| Juegos Olímpicos   | Juegos Olímpicos        | Juegos Olímpicos  | Juegos Olímpicos |
| Año                | Lugar                   | Medalla           | Categoría        |
| ------------------ | ----------------------- | ----------------- | ---------------- |
| 2004               | Atenas (Grecia)         | Medalla de oro    | –81 kg           |
| 2012               | Londres (Reino Unido)   | Medalla de bronce | –90 kg           |
| Campeonato Mundial |                         |                   |                  |
| Año                | Lugar                   | Medalla           | Categoría        |
| 2005               | El Cairo (Egipto)       | Medalla de plata  | –90 kg           |
| 2007               | Río de Janeiro (Brasil) | Medalla de plata  | –90 kg           |
| 2010               | Tokio (Japón)           | Medalla de oro    | –90 kg           |
| 2011               | París (Francia)         | Medalla de oro    | –90 kg           |
| 2013               | Río de Janeiro (Brasil) | Medalla de bronce | –90 kg           |
| 2014               | Cheliábinsk (Rusia)     | Medalla de oro    | –90 kg           |
| Juegos Europeos    |                         |                   |                  |
| Año                | Lugar                   | Medalla           | Categoría        |
| 2015               | Bakú (Azerbaiyán)       | Medalla de bronce | –90 kg           |
| Campeonato Europeo |                         |                   |                  |
| Año                | Lugar                   | Medalla           | Categoría        |
| 2004               | Bucarest (Rumania)      | Medalla de oro    | –81 kg           |
| 2010               | Viena (Austria)         | Medalla de bronce | –90 kg           |
| 2011               | Estambul (Turquía)      | Medalla de oro    | –90 kg           |
| 2015               | Bakú (Azerbaiyán)       | Medalla de bronce | –90 kg           |